# Fermatova krivulja
Fermatova krivúlja [fermájeva ~] je algebrska krivulja v kompleksni projektivni ravnini, kjer je definirana v homogenih koordinatah {\displaystyle (X:Y:Z)\,} s Fermatovo enačbo:
{\displaystyle X^{n}+Y^{n}=Z^{n}\!\,.}
V afinem prostoru ima enačba obliko:
{\displaystyle x^{n}+y^{n}=1\!\,.}
Fermatova krivulja je nesingularna in ima rod enak:
{\displaystyle (n-1)(n-2)/2\!\,.}
To pomeni, da je rod enak 0, ko je n = 2 (stožnice) in enak 1, če je n = 3 (eliptične krivulje).